# Grădinari
Grădinari es una comuna ubicada en el distrito de Olt, Rumania.

## Superficie
Posee una superficie de 20,58 kilómetros cuadrados.

## Demografía
Hasta 2021 la población era de 2448 habitantes, con una densidad de población de 119,0 habitantes por kilómetro cuadrado.